# ГЕС Іланц I, II
ГЕС Іланц І, ІІ — гідроелектростанція на південному сході Швейцарії. Становить нижній ступінь у гідровузлі, спорудженому на основі ресурсів зі сточища річки Вордеррайн (Передній Рейн, лівий виток Рейну).
Вода, відпрацьована на середньому ступені ГЕС Таванаса, а також відведена із Вордеррайну за допомогою спорудженої біля Таванаси греблі потрапляє до нижнього балансуючого резервуару. Звідси бере початок дериваційний тунель довжиною 12,5 км та діаметром 4,6 метра, що веде до розташованого далі по долині Вордеррайну машинного залу ГЕС Іланц І. При цьому забезпечується напір у 96 метрів, а зал обладнаний двома турбінами типу Френсіс загальною потужністю 34,5 МВт.
В той же час, робота станції Іланц ІІ забезпечується за рахунок подачі води із долин лівих приток Вордеррайну — Schmuer та Ual-da-Siat. На першому з них створене водосховище об'ємом 7,3 млн м3 (корисний об'єм 5 млн м3), яке утримує бетонна гравітаційна гребля висотою 53 метри та довжиною 270 метрів, на спорудження якої пішло 161 тис. м3 матеріалу. Від неї до машинного залу веде дериваційний тунель довжиною 7,8 км та діаметром 2,2 метра, котрий на завершальному етапі переходить у напірну шахту довжиною  2 км з діаметром 1,65 метра. Така схема забезпечує роботу ГЕС Іланц ІІ із напором у 741,5 метра. Зал обладнаний однією турбіною типу Пелтон потужністю 49,5 МВт.
Відпрацьована вода відводиться у Вордеррайн.
Видача продукції здійснюється по ЛЕП, що працює під напругою 220 кВ.